# Aloandro Ben Bakr
Aloandro Ben Bekar ou Ben Bakr ou ainda Aldroando Gil foi o último cádi que deteve o título de alcaide de Faro do período mouro.

## Relações familiares
Pertencente aos Banu Harun, foi pai de Madragana Ben Aloandro que depois de baptizada passou a denominar-se Mor Afonso (1230 -?) companheira de el-Rei Afonso III de Portugal com quem teve dois filhos:
1. D. Martim Afonso Chichorro (1250 - 1313).
2. D. Urraca Afonso (c. 1260 -?).